# 빌텐역
빌텐역(독일어: Bilten)은 스위스 글라루스주와 글라루스 노르드 지자체에 있는 기차역이다. 역은 스위스 연방 철도 소유의 취리히호 좌안 철도 노선에 위치해 있으며, 인근 마을인 빌텐에서 이름을 따왔다. 지브넨-방엔과 치겔브뤼케 사이의 피크타임 전용 쥐토스트반 S27 서비스의 중간 정류장이다.